# Мочна
Мочна (словен. Močna) — поселення в общині Ленарт, Подравський регіон‎, Словенія.